# Hans Leu il Vecchio
Hans Leu il Vecchio (in tedesco: Hans Leu der Ältere; Baden, c. 1460 – Zurigo, 1507) è stato un pittore svizzero.

## Biografia
Non è noto il percorso formativo del pittore, attestato a Zurigo nel 1488; si suppone che si sia formato a Costanza e a Basilea.
A Zurigo gli furono affidate importanti commissioni pubbliche e private. Il suo stretto legame con la città si manifesta nelle vedute, di notevole precisione topografica, raffigurate nei suoi quadri.
Alcune delle rare opere a lui attribuite pervenuteci recano l'immagine di un garofano, emblema distintivo.
Era un artista ancora legato alla tradizione medievale ed inaugurò un breve periodo di fioritura della pittura tardo gotica a Zurigo.
Morì nel 1507. Suo figlio Hans Leu il Giovane rilevò la sua bottega.